# Cadeia Pública Raimundo Vidal Pessoa
A Cadeia Pública Raimundo Vidal Pessoa é uma unidade prisional brasileira localizada no centro de Manaus, capital do estado do Amazonas. No ano de 2017 a cadeia esteve no contexto das Rebeliões prisionais na Região Norte, na qual ao menos quatro pessoas morreram. A cadeia tem mais de um século de história, uma vez que foi inaugurada em 9 de março de 1907 e era então a penitenciária da cidade, mas passou a abrigar apenas presos em regime provisório em 1999, quando o Complexo Penitenciário Anísio Jobim foi inaugurado.